# Kaiya
Kaiya is een geslacht van spinnen uit de familie Gradungulidae. De typesoort van het geslacht is Kaiya terama.

## Soorten
Het geslacht kent de volgende soorten:
- Kaiya bemboka Gray, 1987
- Kaiya brindabella (Moran, 1985)
- Kaiya parnabyi Gray, 1987
- Kaiya terama Gray, 1987